# Протравители
Протравители — ядохимикаты (фунгициды, бактерициды, инсектициды), применяемые для обработки семян (протравливания) с целью предохранения их от поражения грибами, бактериями и от повреждений вредителями, обитающими в почве. К протравителям относятся гранозан, меркуран, гексахлорбензол, формалин и некоторые другие.
Биопротравители — микробиологические инокулянты для семян, содержащие микроорганизмы, обладающие антагонистическим действием против фитопатогенных грибов и бактерий. Предпосевная обработка семян биопротравителями улучшает посевные качества семян (энергию прорастания, всхожесть), снижает зараженность болезнями и стимулирует рост побегов и корневой системы.